# Kuźnica Kołłątajowska
Kuźnica Kołłątajowska (1789–1792) – grupa działaczy społecznych i politycznych oraz publicystów i literatów z okresu Sejmu Czteroletniego, stanowiących lewicę tzw. obozu reform. Nazwę tę nadali przeciwnicy polityczni, a pochodzi stąd, że grupa ta była skupiona wokół osoby Hugona Kołłątaja. Kuźnica funkcjonowała od końca czerwca roku 1789 do lipca roku 1792.

## Działalność Kuźnicy

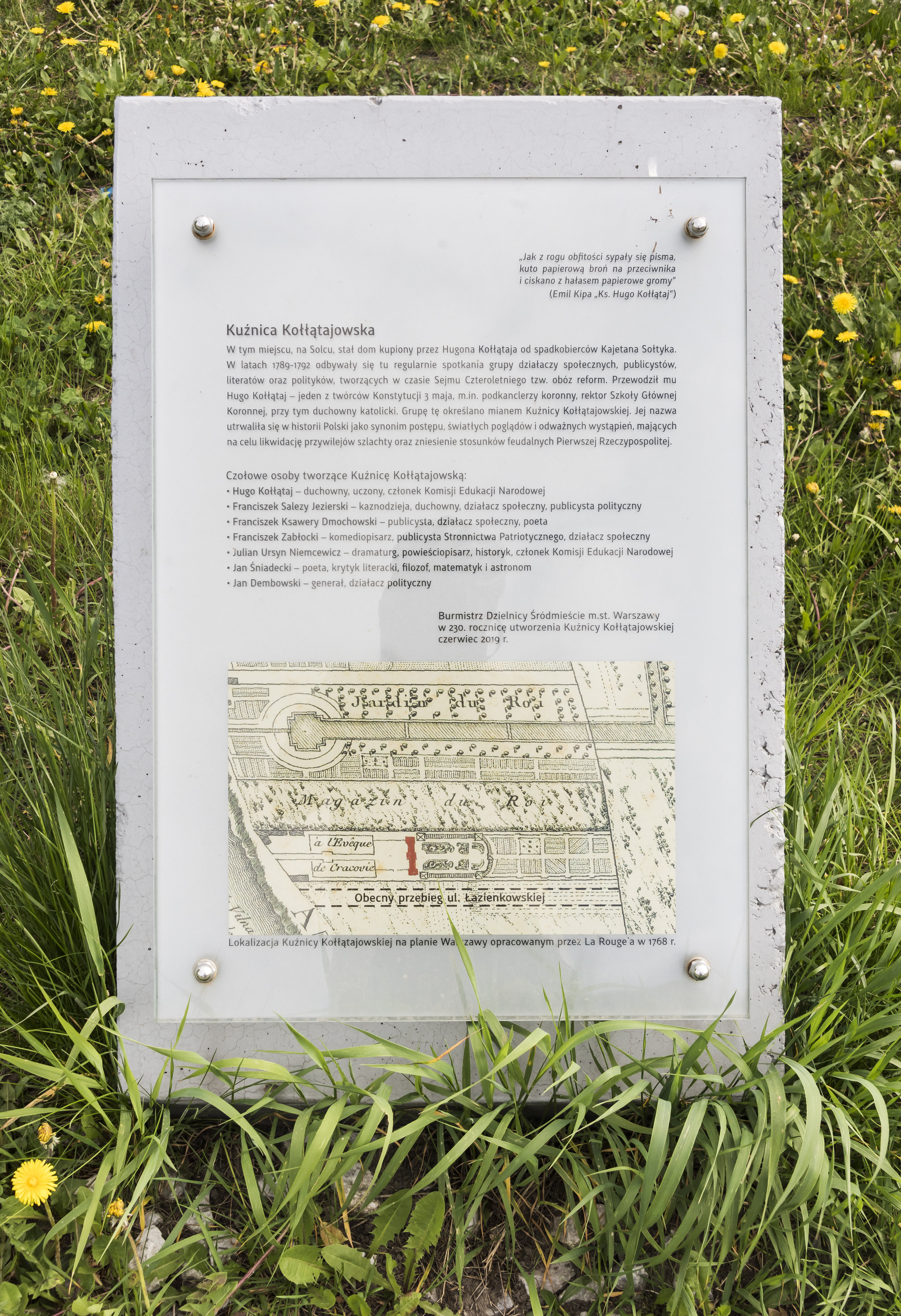
Tablica upamiętniająca Kuźnicę Kołłątajowską przy ulicy Łazienkowskiej

Celem zasadniczym było zorganizowanie planowej propagandowej akcji politycznej, która wspierałaby skrzydło reformatorskie w Sejmie Czteroletnim. Kuźnica upowszechniała hasła rewolucji francuskiej, krytykowała przywileje stanowe i stosunki feudalne.
Pierwszą próbą stworzenia zespołu publicystycznego, podejmowaną przez Kołłątaja i Franciszka Ksawerego Dmochowskiego, było założenie wiosną roku 1789 Towarzystwa Krytycznego. Miało ono wesprzeć Jana Śniadeckiego w walce z grupą profesorów Szkoły Głównej Koronnej, faworyzowanych ponad miarę przez jej ówczesnego rektora, Feliksa Oraczewskiego. Po śmierci (14 lutego 1791) Franciszka Salezego Jezierskiego, najbardziej aktywnego i radykalnego działacza (zwanego Wulkanem gromów Kuźnicy), stanowisko sekretarza objął Franciszek Ksawery Dmochowski.
Kołłątaj wyłożył tezy programowe Stronnictwa Patriotycznego w wydawanych anonimowo listach do marszałka sejmu, Stanisława Małachowskiego Do Stanisława Małachowskiego… Anonyma listów kilka (1788–1789), uzupełnionych w roku 1790 Prawem politycznym narodu polskiego. Projekty Kołłątaja i Kuźnicy były nacechowane dużym realizmem i wyczuciem sytuacji. Pisarze Kuźnicy umiejętnie wpływali na opinię publiczną, stosując różnorakie formy publicystyki, stosowne do wykształcenia i gustu odbiorców. Dobrze opanowali sztukę ośmieszania przeciwników politycznych, toteż oprócz poważnych traktatów, listów i artykułów uprawiali formy lżejsze (np. pamflety).
Najczęstszym miejscem zebrań był dom Kołłątaja na Szolcu (ówczesna ul. Czerniakowska, numer taryfy 3007), leżący w posiadłości kupionej (25 czerwca 1789) od spadkobierców Kajetana Sołtyka, którą potocznie nazywano pasztetem. Działka, na której stał dom, przylegająca południową granicą do działki 3008, nie występuje w taryfie z 1920. Z kolei działka 3008, do 1795 będąca własnością królewską, od 1807 rządową z przeznaczeniem na koszary wojskowe, ma adres ul. Łazienkowska 3 (znajduje się na niej stadion piłkarski oraz obiekty sportowe Legii Warszawa). Przez działkę 3007 w II połowie XIX w. wytyczono ulicę Łazienkowską, obecnie znajduje się tam wylot ul. Łazienkowskiej na ul. Czerniakowską oraz część parkingu przy ul. Łazienkowskiej 6A od strony ul. Czerniakowskiej.

## Członkowie Kuźnicy
Czołowe postacie i stali współpracownicy Kuźnicy Kołłątajowskiej
- Franciszek Salezy Jezierski
- Franciszek Ksawery Dmochowski
- Franciszek Zabłocki
- Tomasz Maruszewski
- Jan Dembowski
- Kazimierz Konopka – sekretarz kancelarii Kołłątaja
- Rafał Kołłątaj
- Antoni Trębicki – poseł inflancki na Sejm Czteroletni
- Józef Meier (Mejer) – współredaktor Dziennika Handlowego
- Florian Jelski
- Ignacy i Tomasz Szczurkowscy
- Piotr Grossmani
- bracia Antoni i Maciej Mirosławscy[3][4][5]

Kuźnica, oprócz stałych członków, skupiała współpracowników przygodnych. Należeli do nich, m.in.: Julian Ursyn Niemcewicz i Jan Śniadecki.

## Monografie
- W. Smoleński: „Kuźnica Kołłątajowska. Studium historyczne”, Ateneum 1884, t. 1–3; wyd. osobne: Kraków 1885; przedr. [w:] Pisma historyczne, t. 2, Kraków 1901; wyd. następne ze wstępem Ż. Kormanowej, Warszawa 1949 – B. Leśnodorski: (wstęp i oprac.) „Kuźnica Kołłątajowska. Wybór źródeł”, Wrocław (1949), Biblioteka Narodowa, seria I, nr 130.
- M. Czacki: Wspomnienia z r. 1788 po 1792, Poznań 1862 – M. Zaleski: Pamiętniki, Poznań 1879, s. 172–173 – R. Pilat: „O literaturze politycznej Sejmu Czteroletniego (1788–1792)”, Przegląd Polski 1871–1872 i osobno Kraków 1872 – W. Kalinka: Sejm Czteroletni, t. 2, Lwów 1881 – W. Smoleński: „Publicyści anonimowi z końca XVIII w.”, Przegląd Historyczny, t. 14 (1912) i odb. – M. Janik: Hugo Kołłątaj. Monografia, Lwów 1913 – A. Skałkowski: Towarzystwo Przyjaciół Konstytucji 3 Maja, Poznań 1930 – J. Nowak: „Satyra polityczna Sejmu Czteroletniego”, Kraków 1933, Prace Hisoryczno-Literackie nr 41 – W. Berent: Diogenes w kontuszu, Warszawa 1937; wyd. następne: Warszawa 1950 – E. Giergielewicz: „Atmosfera ideologiczna Sejmu Czteroletniego” (studia nad publicystyką sejmową), Sprawozdania z posiedzeń Tow. Nauk. Warsz., Wydział II, t. 31 (1938) i odb.
- T. Czapczyński: „Hugo Kołłątaj”, (Warszawa) 1948, Wiedza Powszechna – H. Rzadkowska: „Stosunek polskiej opinii publicznej do rewolucji francuskiej”, Warszawa 1948, Biblioteka Historyczna – B. Leśnodorski: „U źródeł myśli politycznej Hugona Kołłątaja”, Pamiętniki Literackie, rocznik 41 (1950), zeszyt 3–4 – W. Łukaszewicz: „Hugo Kołłątaj – w dwusetną rocznicę urodzin (1750)–(1812)”, Prace Polonistyczne, seria VIII (1950) – J. Ziomek: „Kuźnica Kołłątajowska”, Kuźnica 1950, nr 12.
- C. Bobińska: „Oświecenie Polskie. Cz. 2: Staszic i Kuźnica Kołłątajowska”, Wiedza i Życie 1951, nr 3 – A. Korta: „Hugo Kołłątaj”, Nowe Drogi 1951, nr 1; Przegląd Historyczny 1951; przedr. [w:] Kołłątaj i wiek Oświecenia, Warszawa 1951 – B. Leśnodorski: Dzieło Sejmu Czteroletniego (1788–1792), Wrocław 1951 – B. Leśnodorski: „Postępowe tradycje polskiego Oświecenia”, Myśl Współczesna 1951. nr 6/7 – T. Mikulski: „Kuźnica Kołłątajowska na Szolcu Czerniakowska 3007”, Nowa Kultura 1951, nr 43; przedr. rozszerzony i poprawiony [w:] Ze studiów nad Oświeceniem, Warszawa 1956 – J. Ziomek: (wstęp do) F. S. Jezierski: Wybór pism, Warszawa 1951 – J. Ziomek: „Współtwórcy Konstytucji 3 Maja”, Życie Literackie 1952, nr 9 – W. Bortkowski: „Satyryczne zagadki Sejmu Czteroletniego”, Wiedza i Życie 1953, nr 5 – Kazimierz Opałek: Prawo natury u polskich fizjokratów, Warszawa 1953 – Z. Rewski: „Kołłątajowski pasztet na Solcu”, Stolica 1953, nr 43 – B. Suchodolski: Nauka polska w okresie Oświecenia, Warszawa 1953; wyd. następne w: „Studia z dziejów polskiej myśli filozoficznej i naukowej”, Warszawa 1958, Monografie z Dziejów Nauki i Techniki nr 8 – B. Leśnodorski: (wstęp do) H. Kołłątaj: Listy Anonima i Prawo polityczne narodu polskiego, t. 1, Warszawa 1954.

## Upamiętnienie
Tablica pamiątkowa odsłonięta w 2019 roku przy ulicy Łazienkowskiej (u zbiegu z ulicą Czerniakowską).
W Krakowie, na terenie Dzielnicy IV Prądnik Biały, znajduje się ul. Kuźnicy Kołłątajowskiej.